# The Kid from Kokomo
The Kid from Kokomo (bra: Campeão Gozado) é um filme de comédia estadunidense dirigido por Lewis Seiler e escrito por Richard
Macaulay e  Jerry Wald. O filme é estrelado por Pat O'Brien, Wayne Morris, Joan Blondell, May Robson, Jane Wyman e Stanley Fields. Foi lançado pela Warner Bros. Pictures em 23 de maio de 1939.

## Elenco
- Pat O'Brien como William Jennings 'Billy / 'Square Shooting Murph' Murphy
- Wayne Morris como Homer Baston
- Joan Blondell como Doris Harvey
- May Robson como Margaret 'Maggie' / 'Ma' Manell
- Jane Wyman como Marian Bronson
- Stanley Fields como Muscles Malone
- Maxie Rosenbloom como Curley Bender
- Sidney Toler como Juiz William 'Gashouse' Bronson
- Edward Brophy como Eddie Black
- Winifred Harris como Sra. Bronson
- Morgan Conway como Louie
- John Ridgely como Sam
- Ward Bond como Ladislaw Klewicki